# La Serra (Senan)
La Serra és una serra situada al municipi de Senan a la comarca de la Conca de Barberà, amb una elevació màxima de 778 metres.